# Krabování
Krabování (česky také: ustalování) je fixace vlněných a polovlněných tkanin.
Při tomto zušlechťovacím procesu se mění uspořádání keratinových řetězců vlněných vláken působením tlaku, vlhkosti a teploty s přísadou síťovacích a čisticích prostředků.

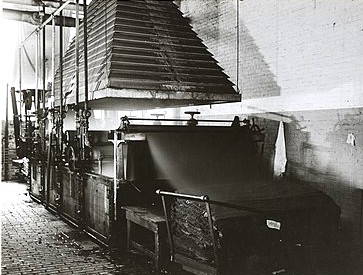
Krabovací stroj se třemi bubny (USA na začátku 20. století)

Účelem krabování je ustálení rozměrů, dosažení jemného lesku a odstranění případných přehybů ve tkanině.
Krabování se zařazuje zpravidla před hlavními procesy (bělení, barvení) v zušlechťovně. 

## Způsoby krabování

### Diskontinuálně
Diskontinuální způsob (po partiích 60–70 m): Zboží se navíjí pod tlakem lisovacího válce na vál ponořený asi z poloviny v horké vodní lázni. Po 20–30 minutách se zboží převíjí za současného chlazení a ždímání.

### Kontinuálně
Princip kontinuálního zařízení: Mokré zboží prochází kolem parního bubnu s teplotou až 110 °C, ke kterému je přitlačováno (po dobu 2–4 minut) pryžovým pásem. Po zchlazení a ždímání mezi dvěma válci následuje navíjení na vál.
Krabovací stroje konstruované v 21. století spotřebují asi 350 kg páry a 400 litrů vody za hodinu při maximální rychlosti 40 m/min. Stroje se staví s jedním nebo až čtyřmi parnímu bubny.
Krabování na kontinuálních zařízeních je podstatně levnější než diskontinuální zpracování, zejména pro větší partie zboží. Krabované zboží je však tužší a plošší. Ke krabování se nedoporučují rypsy a tkaniny s profilovaným povrchem.
Fixace vlněných tkanin na stejném principu se provádí také dekatováním. Pára působí na tkaninu delší dobu než při krabování, dekatováním se dá zajistit u zboží vyšší, stálejší lesk.